# Orthosia substriata
Orthosia substriata là một loài bướm đêm trong họ Noctuidae.